# يسرا الهواري
يسرا الهواري (مواليد 9 أكتوبر 1983، بالكويت) هي مغنية وملحنة وشاعرة غنائية وممثلة مصرية. هي أيضًا كاتبة غنائية غالبًا ما تستحضر السياق الاجتماعي والسياسي لمصر. كما أنها موسيقية اختارت الأكورديون، تلك الآلة الموسيقية المستخدمة في الموسيقى الشعبية الشرقية والمصرية.

## السيرة الذاتية
في 9 أكتوبر 1983، ولدت يسرا الهواري في الكويت. كان والدها مصري الجنسية، وكان يعمل بدول الخليج العربي خلال تلك الفترة. قضت يسرا الهواري طفولتها في الكويت. بدأت تهتم بالموسيقى هناك. لاحقا عادت إلى مصر، حيث أنهت دراستها الثانوية. كما عززت معرفتها الموسيقية في مركز القاهرة للموسيقى. حصلت أيضا على شهادة من كلية الفنون الجميلة.
عملت بعد ذلك في مجال الإعلان، بينما كانت تؤدي على خشبة المسرح في فرقة الطمي (طين النيل) التابعة لزميلها الجامعي سلام يسري في عروض تمزج بين الشعر والموسيقى والمسرح. كما سافرت للعالم العربي وعزفت على آلة الأكورديون. منذ عام 2012، بدأت مسيرتها المهنية كفنانة مستقلة. لذا فهي متعددة المواهب، فهي ممثلة ومغنية وملحنة وكاتبة غنائية وعازفة أكورديون أيضا. تلك الآلة المستخدمة في الموسيقى الشعبية الشرقية والمصرية؛ والتي تحتاج تقنيات وأساليب أداء محددة، تكاد تقترب من الترتيبات الموسيقية التي يمارسها عازفو الآلات الأكثر شعبية مثل المزمار أو الزرنة.

## روابط خارجية
- يسرا الهواري على ديسكوغز